# Abdelmalek Ramdane
Abdelmalek Ramdane è un comune dell'Algeria, situato nella provincia di Mostaganem.